# Rhizotrogus maculicollis
R. maculicollis (Villa, 1833) è un coleottero appartenente alla famiglia degli Scarabeidi (sottofamiglia Melolonthinae).

## Descrizione

### Adulto
R. maculicollis si presenta come un coleottero di dimensioni medio piccole, oscillanti tra i 14 e i 18 mm di lunghezza. È caratterizzato da un corpo robusto e cilindrico, di colore marroncino scuro. Sul pronoto presenta una lieve pubescenza e una macchia longitudinale più o meno visibile posta a metà dello stesso.

### Larva
Le larve hanno l'aspetto di vermi bianchi dalla forma a "C". Presentano la testa e le zampe sclerificate.

## Biologia
Gli adulti si possono osservare, a seconda della latitudine a inizio o a metà primavera e sono di abitudini diurne. Le larve, come quelle di tutte le specie congeneriche, si nutrono di radici di piante erbacee.

## Distribuzione
R. maculicollis è rinvenibile nel nord della Spagna, nel sud della Francia e in Svizzera. In Italia si può reperire in Toscana, Veneto, Lombardia e Piemonte.